# Fentonia ferrifusa
Fentonia ferrifusa är en fjärilsart som beskrevs av Dudgeon 1897. Fentonia ferrifusa ingår i släktet Fentonia och familjen tandspinnare. Inga underarter finns listade i Catalogue of Life.